# Avignonet
Avignonet är en kommun i departementet Isère i regionen Auvergne-Rhône-Alpes i sydöstra Frankrike. Kommunen ligger i kantonen Monestier-de-Clermont som tillhör arrondissementet Grenoble. År 2022 hade Avignonet 197 invånare.

## Befolkningsutveckling
Antalet invånare i kommunen Avignonet
Referens:INSEE